# Pompaggio ottico
Il pompaggio ottico è una tecnica usata, utilizzando una sorgente ottica, per ottenere in un sistema di atomi, molecole o ioni una distribuzione delle popolazioni dei vari stati energetici diversa da quella di equilibrio termodinamico. Trova applicazione sia in elettronica quantistica per ottenere l’inversione di popolazione necessaria alla realizzazione di maser e laser, sia nella ricerca di base in fisica atomica.

## Principio
In un sistema di atomi liberi (o molecole o ioni in bassa concentrazione in una matrice liquida o solida – il problema è lo stesso) in condizioni di equilibrio i vari stati energetici sono occupati da un numero di atomi che segue la distribuzione di Boltzmann: il rapporto fra il numero di atomi che si trovano in ogni istante nello stato i-esimo di energia {\displaystyle E_{i}} e il numero totale di atomi nel sistema (cioè la popolazione dello stato) è proporzionale a {\displaystyle \exp({\tfrac {-E_{i}}{kT}})}, dove {\displaystyle k} è la costante di Boltzmann e {\displaystyle T} è la temperatura. Stati degeneri (cioè con la stessa energia) hanno quindi la stessa popolazione, mentre stati che differiscono dallo stato fondamentale per energie corrispondenti alla regione ottica (qualche elettronvolt) hanno una popolazione molto bassa a temperatura ordinaria.

### Inversione di popolazione
Indicando con {\displaystyle E_{f}} l’energia dello stato fondamentale {\displaystyle \left|f\right\rangle } e {\displaystyle E_{s}} quella di uno stato eccitato {\displaystyle \left|s\right\rangle } (o gruppo di stati con la stessa energia o energia molto simile), se il sistema è illuminato con radiazione di frequenza {\displaystyle \nu _{s-f}={\frac {E_{s}-E_{f}}{h}}} (dove {\displaystyle h} è la costante di Planck) alcuni atomi nello stato fondamentale assorbono tale radiazione (se la transizione è ammessa dalle regole di selezione) portandosi nello stato {\displaystyle \left|s\right\rangle }, quindi la popolazione dello stato {\displaystyle \left|s\right\rangle } aumenta. Tuttavia, se la transizione è ammessa, lo stato decade emettendo, per emissione spontanea, un fotone di frequenza {\displaystyle \nu _{s-f}}. Anche se il campo di radiazione incidente è molto intenso, non è possibile che le transizioni da  {\displaystyle \left|f\right\rangle } a {\displaystyle \left|s\right\rangle } superino quelle in verso contrario e si abbia quindi una popolazione nello stato superiore maggiore di quella nello stato fondamentale (cioè che si abbia l'inversione di popolazione) perché in queste condizioni l'emissione stimolata provoca un decadimento da {\displaystyle \left|s\right\rangle } con velocità almeno pari a quella delle transizioni "in salita" da {\displaystyle \left|f\right\rangle } a {\displaystyle \left|s\right\rangle }.

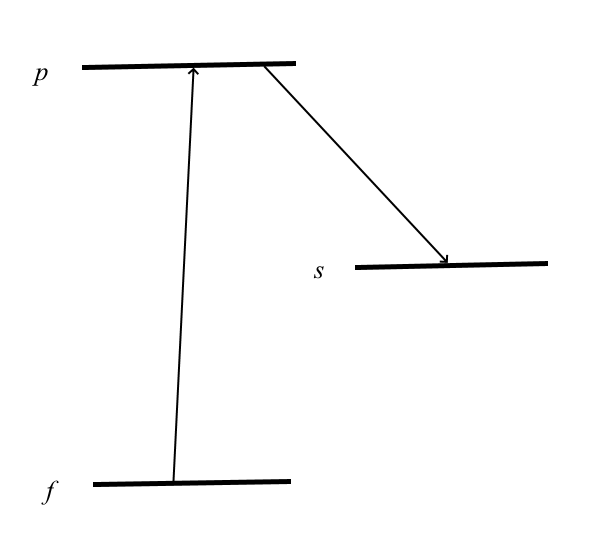
Schema del pompaggio ottico a 3 livelli. Le sottili frecce verticali e oblique indicano transizioni veloci. L'inversione si ha fra s e f.

Se però la transizione fra {\displaystyle \left|s\right\rangle } e {\displaystyle \left|f\right\rangle } è relativamente lenta ma c'è un altro stato {\displaystyle \left|p\right\rangle } di energia {\displaystyle E_{p}>E_{s}} che è connesso radiativamente sia con lo stato fondamentale sia con lo stato {\displaystyle \left|s\right\rangle }, allora è possibile illuminare il sistema con radiazione di frequenza {\displaystyle \nu _{p-f}={\frac {E_{p}-E_{f}}{h}}}, portando gli atomi nello stato {\displaystyle \left|p\right\rangle } da cui decadono, in parte tornando verso lo stato fondamentale ma in parte verso lo stato {\displaystyle \left|s\right\rangle }, da cui in questo caso non possono decadere nello stato fondamentale {\displaystyle \left|f\right\rangle } per emissione stimolata provocata dall'illuminazione. In tal modo è possibile che nello stato {\displaystyle \left|s\right\rangle } si accumuli una popolazione maggiore di quella dello stato fondamentale. In questo consiste il “pompaggio”.
Il processo appena descritto è detto “pompaggio a 3 livelli” perché i livelli coinvolti sono tre ({\displaystyle \left|f\right\rangle }, {\displaystyle \left|s\right\rangle } e {\displaystyle \left|p\right\rangle }) ed è quello che è stato usato per la realizzazione del primo laser, che utilizzava ioni di cromo (Cr3+) in una matrice monocristallina di α-allumina (Al2O3) illuminati da una potente lampada a flash. 

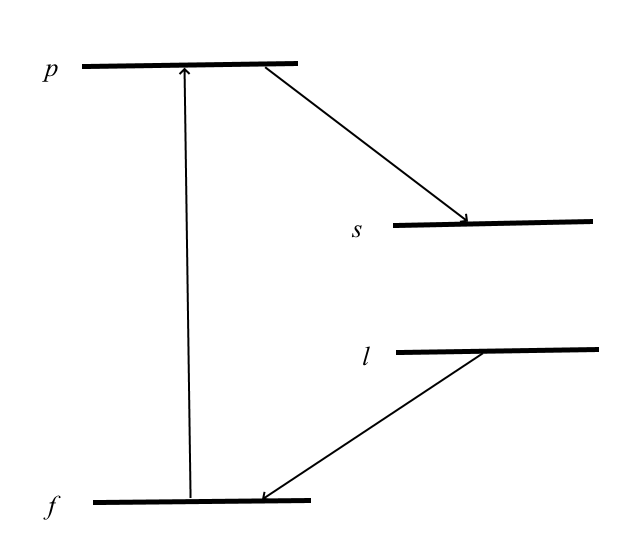
Schema del pompaggio ottico a 4 livelli. L'inversione si ha fra s e l.

Esistono altri processi analoghi (a 4 livelli) in cui l’inversione di popolazione si ottiene fra stati entrambi eccitati.  In questo caso, non dovendosi ridurre molto la popolazione dello stato fondamentale, è più facile ottenere emissione laser continua. Attualmente il pompaggio ottico per la realizzazione dei laser è limitato ad alcuni tipi particolari, come i laser a coloranti organici e quelli a Nd:YAG.

### Misure di precisione
Un analogo procedimento può essere utilizzato, sfruttando opportunamente le regole di selezione, per realizzare popolazioni diverse in stati fra loro molto vicini in energia, e quindi con popolazioni praticamente identiche se in condizioni boltzmanniane. 
Ad esempio nel sodio (23Na), dove lo spin nucleare è {\displaystyle {\tfrac {3}{2}}}, a causa dell’interazione iperfine lo stato fondamentale 32S1/2 è suddiviso in due sottolivelli (autostati del momento angolare totale, elettronico e nucleare, F) con F=1 e F=2, di energia rispettivamente {\displaystyle E_{1}} ed {\displaystyle E_{2}}. Nel sodio la differenza {\displaystyle {\frac {E_{2}-E_{1}}{h}}} corrisponde a una frequenza di circa 1,77 GHz. Illuminando il sistema (naturalmente in fase vapore) con la riga D2  gli atomi vengono portati nello stato eccitato 32P3/2 che ha quattro sottolivelli con F=0,1,2,3; se la luce contiene soltanto (o prevalentemente) una delle componenti iperfini, ad esempio fra il livello con F=1 nello stato fondamentale e quello con F=2 in quello eccitato, il successivo decadimento avviene non solo su F=1 ma su entrambi i sottolivelli iperfini dello stato fondamentale, dove quindi il livello con F=1 si svuota a favore del livello con F=2 e pertanto diminuisce l’assorbimento, da parte del sistema, della luce in arrivo . 

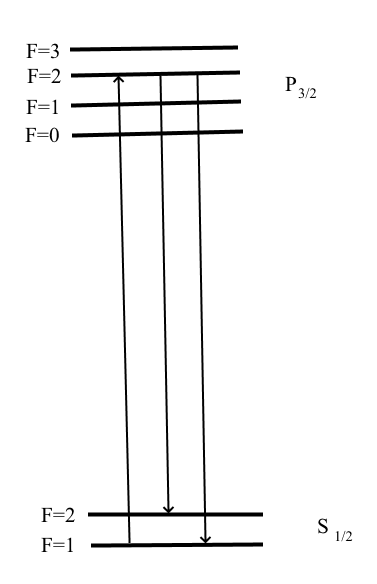
Schema di pompaggio iperfine.

 Si ottiene allora una differenza di popolazione fra questi due sottolivelli che, avendo la stessa parità, non sono connessi per transizioni di dipolo elettrico. Applicando un campo a radiofrequenza alla frequenza {\displaystyle {\frac {E_{2}-E_{1}}{h}}} questa differenza di popolazione si annulla e il sistema diventa nuovamente assorbente per la luce in arrivo. Si può in tal modo identificare sperimentalmente con notevole precisione la differenza {\displaystyle E_{2}-E_{1}} fra i sottolivelli iperfini, precisione che sarebbe impossibile con tecniche tradizionali di spettroscopia ottica a causa della larghezza delle righe.

### Orientazione magnetica
Una tecnica analoga può essere utilizzata se i sottolivelli su cui si lavora differiscono in energia non solo per il numero quantico F ma per la componente mF del momento angolare totale, a causa della presenza di un campo magnetico. In tal caso l’eccitazione selettiva di uno stato si ottiene non con il filtraggio di una particolare componente iperfine, ma con la polarizzazione circolare della luce incidente lungo il campo magnetico, dato che la regola di selezione su {\displaystyle \Delta }mF dipende da questa polarizzazione. In tal modo si ottiene una diversa distribuzione delle popolazioni degli stati che differiscono per mF, che sarebbero identiche in assenza di campo magnetico e di pompaggio. In modo analogo a quanto visto prima si può quindi misurare con precisione il campo magnetico.
Con quest’ultimo metodo, inoltre, si ottiene una dissimetria spaziale (ad esempio se la popolazione dello stato con mF=+1 è diversa da quello con mF=−1) e si ha una orientazione preferenziale degli atomi del sistema; si possono allora studiare vari meccanismi di diffusione, collisione e scambio di spin.

## Storia
La prima idea di utilizzare il pompaggio ottico per ottenere popolazioni non boltzmanniane fu di Alfred Kastler nel 1950. Il suo interesse era rivolto alla possibilità di studiare le piccole separazioni fra livelli atomici e molecolari mediante irraggiamento a radiofrequenza anziché con tecniche di spettroscopia ottica, e per questo ottenne il premio Nobel nel 1966. Le idee di Kastler furono poi sviluppate in molti Paesi, compresa l’Italia grazie soprattutto ad Adriano Gozzini e collaboratori.
Nel 1951 il russo Valentin A. Fabrikant (che fin dal 1939 aveva suggerito di utilizzare l'emissione stimolata per amplificare onde corte) propose l’uso del pompaggio ottico per ottenere l’inversione di popolazione e realizzare un amplificatore ottico (non ancora un oscillatore, come il futuro laser). Dopo che Charles Hard Townes ed altri realizzarono il primo maser nella regione delle microonde (1954) diversi gruppi cercarono di ottenere un risultato analogo nella regione ottica, e il primo laser (impulsato) fu realizzato da Theodore Harold Maiman nel 1960 con lo schema a 3 livelli descritto prima e un’opportuna cavità ottica.